# قنصلية هولندا القديمة (مدينة تونس)

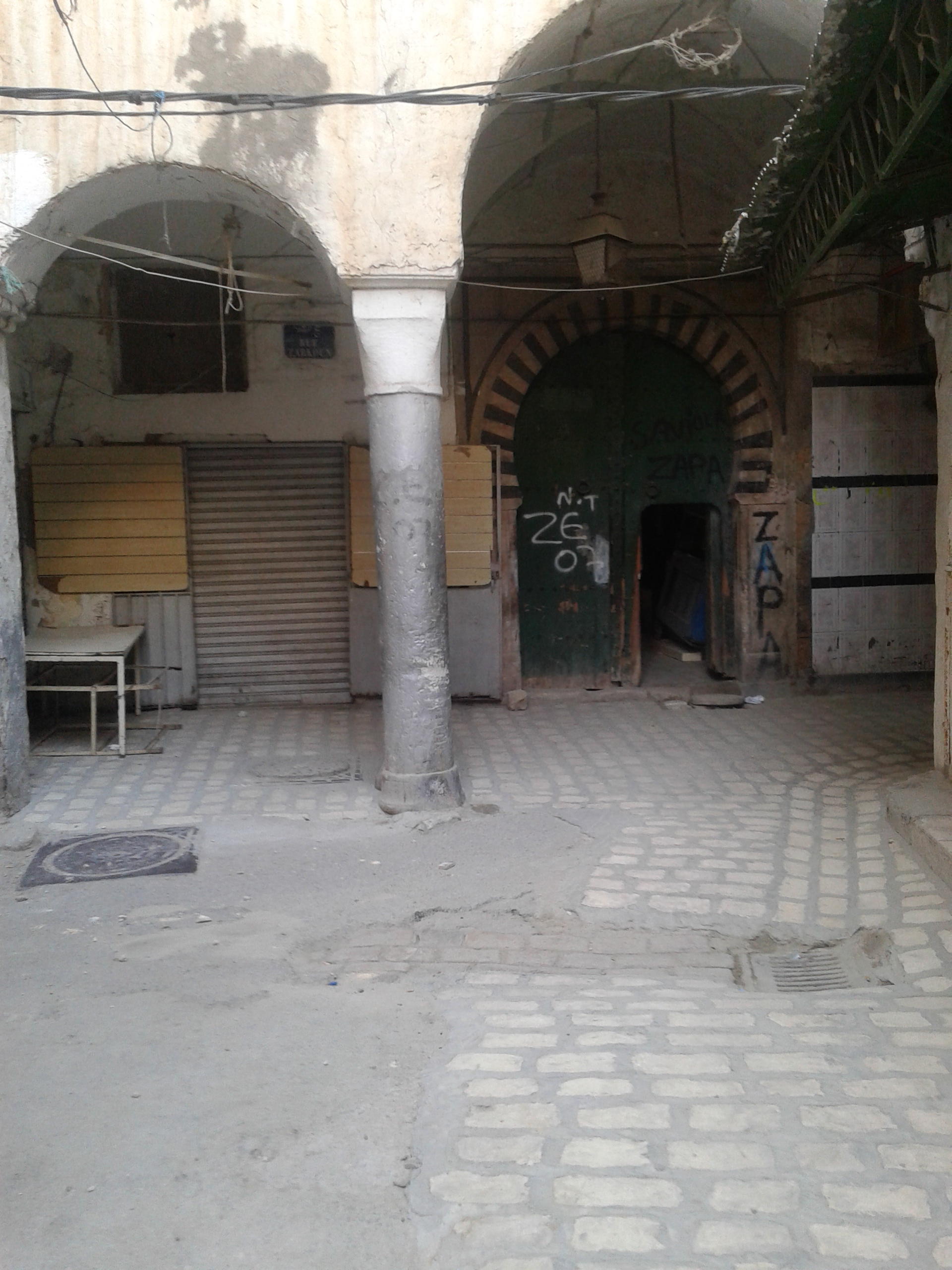
باب القنصلية المطل على نهج الديوانة القديمة.

قنصلية هولندا القديمة هي بناية كانت تستضيف نشاطات قنصلية دولة هولندا قديما، وذلك في تونس العاصمة.

تقع البناية في تقاطع نهج زرقون ونهج الديوانة القديمة في الحي الفرنسي القديم في مدينة تونس العتيقة.

## التاريخ
تم توقيع اتفاقية سلام وملاحة في 1662 بين جمهورية هولندا وإيالة تونس.

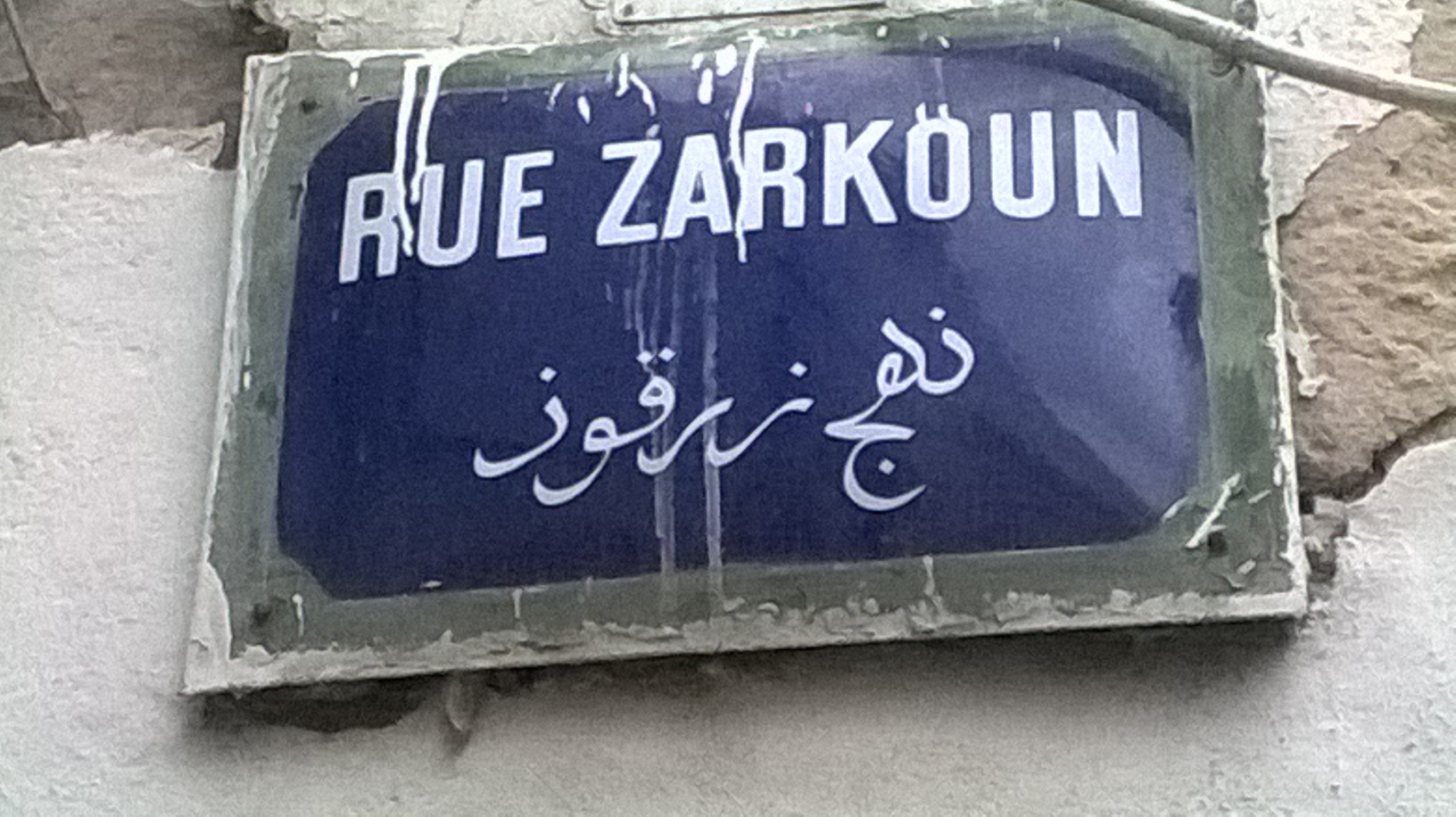
لوحة معدنية تشير لنهج زرقون.